# Ballincollig
Ballincollig (iriska: Baile an Chollaigh) är en stad belägen strax utanför Cork i grevskapet Cork på Irland. Staden ligger bedvid floden Lee strax bredvid N22. Invånarantalet uppskattas till 20 000.
Många av stadens invånare pendlar till Cork.
I oktober 2005 öppnades ett nytt shoppingcenter i Ballincollig och en ny väg byggdes runt staden under början av 2000-talet.